# Parantica marcia
Parantica marcia (tên tiếng Anh Biak Tiger) là một loài bướm giáp thuộc phân họ Danainae. Đây là loài đặc hữu của Indonesia.